# Trithemis bredoi
Trithemis bredoi är en trollsländeart som beskrevs av Fraser 1953. Trithemis bredoi ingår i släktet Trithemis och familjen segeltrollsländor. IUCN kategoriserar arten globalt som livskraftig. Inga underarter finns listade i Catalogue of Life.